# Kurilski naravni rezervat
Kurilski naravni rezervat (rusko Курильский заповедник) (tudi Kurilski) je ruski zapovednik (strogi ekološki rezervat), ki pokriva severni in južni del otoka Kunašir, največjega in najbolj južnega med Kurilskimi otoki, ki se razteza med otokom Hokaido, Japonska do polotoka Kamčatka na Daljnem vzhodu Rusije. Zajema tudi dva manjša otoka v bližini na jugovzhodu. Območje je eno največjih prezimovališč obalnih morskih ptic. Rezervat leži na tektonsko nestabilni lokaciji in je eden od dveh ruskih narodnih rezervatov (z naravnim rezervatom Kronotsky), ki ščiti ozemlje aktivnih vulkanov. Rezervat je v okrožju Južno-Kurilsky v Sahalinski oblasti. Rezervat je bil ustanovljen leta 1984 in pokriva površino 65.364 ha.

## Topografija
Kurilski rezervat je sestavljen iz treh ločenih sektorjev:
- Severni Kunašir (49.899 hektarjev); pokriva severni del otoka Kunašir. Severozahodno območje tega sektorja je vznožje gorskega grebena Dokučaeva. Sektor vključuje goro Ruruj (rusko Руруй) (1485 metrov), zapleten stratovulkan. Jugovzhodno območje sektorja sega od vulkana Očetovska gora (Tjatja) (1819 m) do obalne terase na nadmorski višini 30–50 metrov. Tjatja velja za klasičen primer tipa vulkana Somma, kjer se je vrh zrušil v kaldero, ki vsebuje nov osrednji stožec.
- Južni Kunašir (15.366 hektarjev); ta sektor na južnem delu Kunaširja se od severnega razlikuje z bolj gladkim reliefom in manjšo višinsko razliko. Osrednji del sektorja obsega kaldero vulkana Golovnin (541 m), katerega dno ima dve vroči in vreli mineralizirani jezeri.
- Mali Kurilski greben (100 hektarjev); ta sektor sta dva zelo majhna otoka (Šards in Demin). Zanj je značilna prisotnost majhnih površin in višina otokov z znaki znatne denudacije, ki so nadaljevanje geomorfološkega polotoka Nemuro (a. Hokaido).

## Podnebje in ekoregija
Kurili so v ekoregiji mešanih gozdov Južni Sahalin-Kurili (WWF ID: PA0438). To je majhna ekoregija, ki pokriva južni del otoka Sahalin na Ruskem Daljnem vzhodu in Kurilske otoke, ki so najbližje Japonski, in se raztezajo severovzhodno od otoka Hokaido. Je regija z zelo visoko biotsko raznovrstnostjo, kjer je zabeleženih več kot 1350 vrst višjih rastlin. Na splošno ima rastlinstvo ruske celine in živalstvo Hokaida.
Podnebje je subarktično, brez sušnega obdobja (Köppnova podnebna klasifikacija subarktično podnebje (Dfc)). Za to podnebje so značilna mila poletja (samo 1–3 mesece nad 10 °C) in hladne, snežne zime (najhladnejši mesec pod −3 °C).

## Rastlinstvo in živalstvo
Približno 70 % rezervata je gozdnatega, večinoma z iglavci. Pogosta drevesa so smreka jezo Picea jezoensis, sahalinska ali Glehnova smreka Picea glehnii in sahalinska jelka Abies sachalinensis. Velik del podrasti je težka gošča plazečega bambusa, grmovja in plezalk. Morska obala ima goščave japonskega šipka Rosa rugosa. Znanstveniki v rezervatu so zabeležili 838 vrst višjih rastlin iz 414 rodov.
Živalstvo rezervata odraža edinstvene habitate otoka. Ogrožena morska vidra (Enhydra lutris) je stalni prebivalec. Značilni sesalci gozdov so rjavi medved, lisica, zajec, veverica, sobolj in podlasice. Med obalne morske sesalce spadajo tjulnji in morski levi. Znanstveniki v rezervatu so zabeležili 28 vrst sesalcev. Med kuščarji je na otoku le daljnovzhodni skink (Plestiodon). Rezervat je del globalno pomembne transkontinentalne poti za selitev ptic na Arktiko. Na območju okoli rezervata prezimuje na stotine tisoč kolonialnih morskih ptic, vključno s kormorani, racami, lunji, galebi in njorkami. Zabeleženih je 278 vrst ptic, od katerih jih 125 gnezdi. Rezervat poroča o 26 gnezdečih parih ogrožene Blakistonove ribje sove (Bubo blakistoni).

## Izobraževanje in dostop
Kot strogi naravni rezervat je Kurilski rezervat večinoma zaprt za širšo javnost, čeprav se lahko znanstveniki in tisti z »okoljsko izobraževalnimi« nameni dogovorijo za obiske z vodstvom parka. Ozemlje Kurilskega rezervata je predmet ozemeljskega spora med Rusijo in Japonsko. Južni sektor rezervata je 20 km od japonske obale. Dostop ni lahek in ureditev, zlasti za tujce, je treba skrbno načrtovati vnaprej. Glavna pisarna je v vasi Južno-Kurilsk na otoku Kunašir, približno 20 km severovzhodno od južnega sektorja rezervata.